# Llista de peixos del riu Chao Phraya

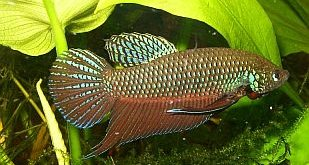
Betta smaragdina

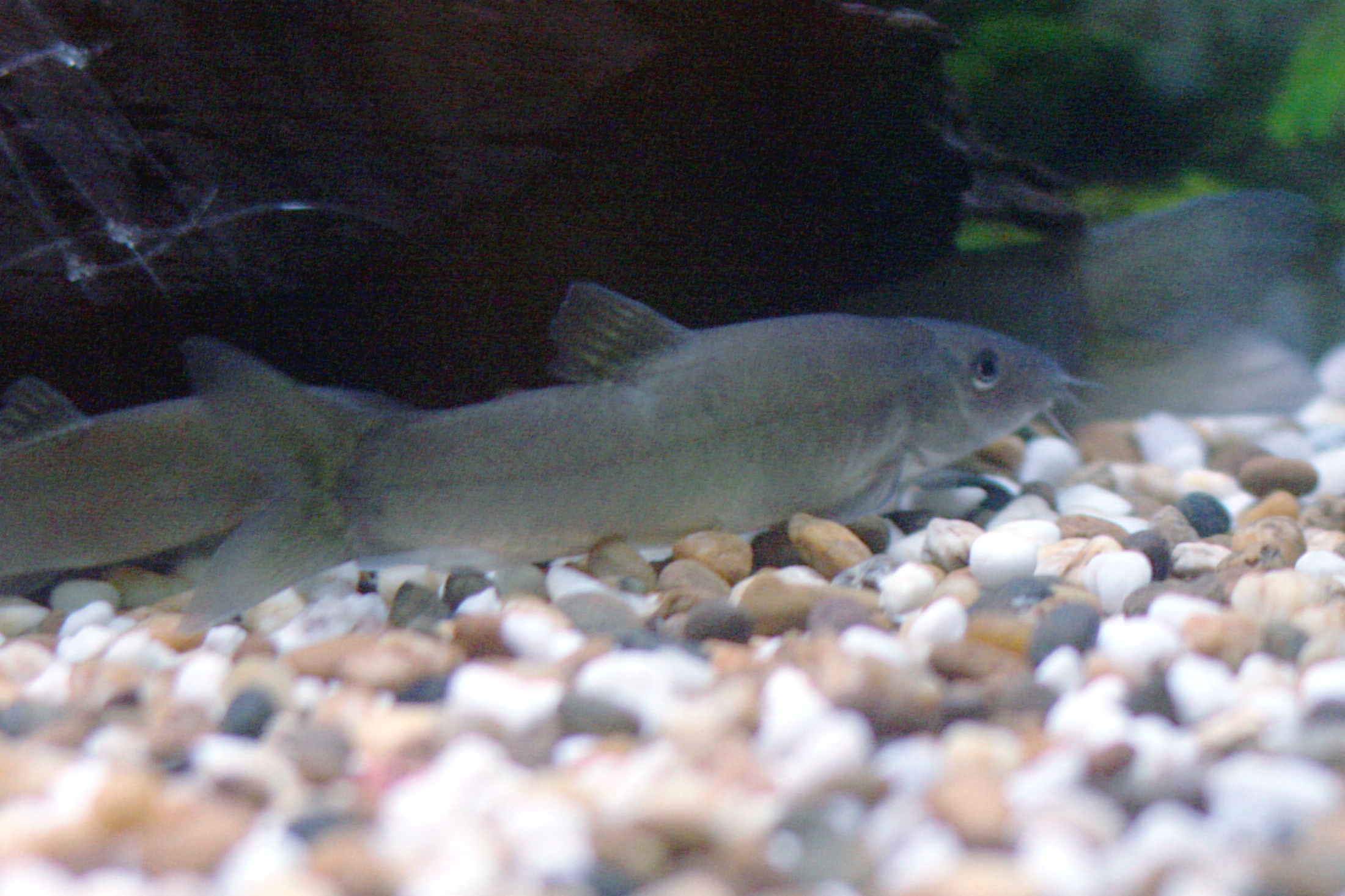
Yasuhikotakia lecontei

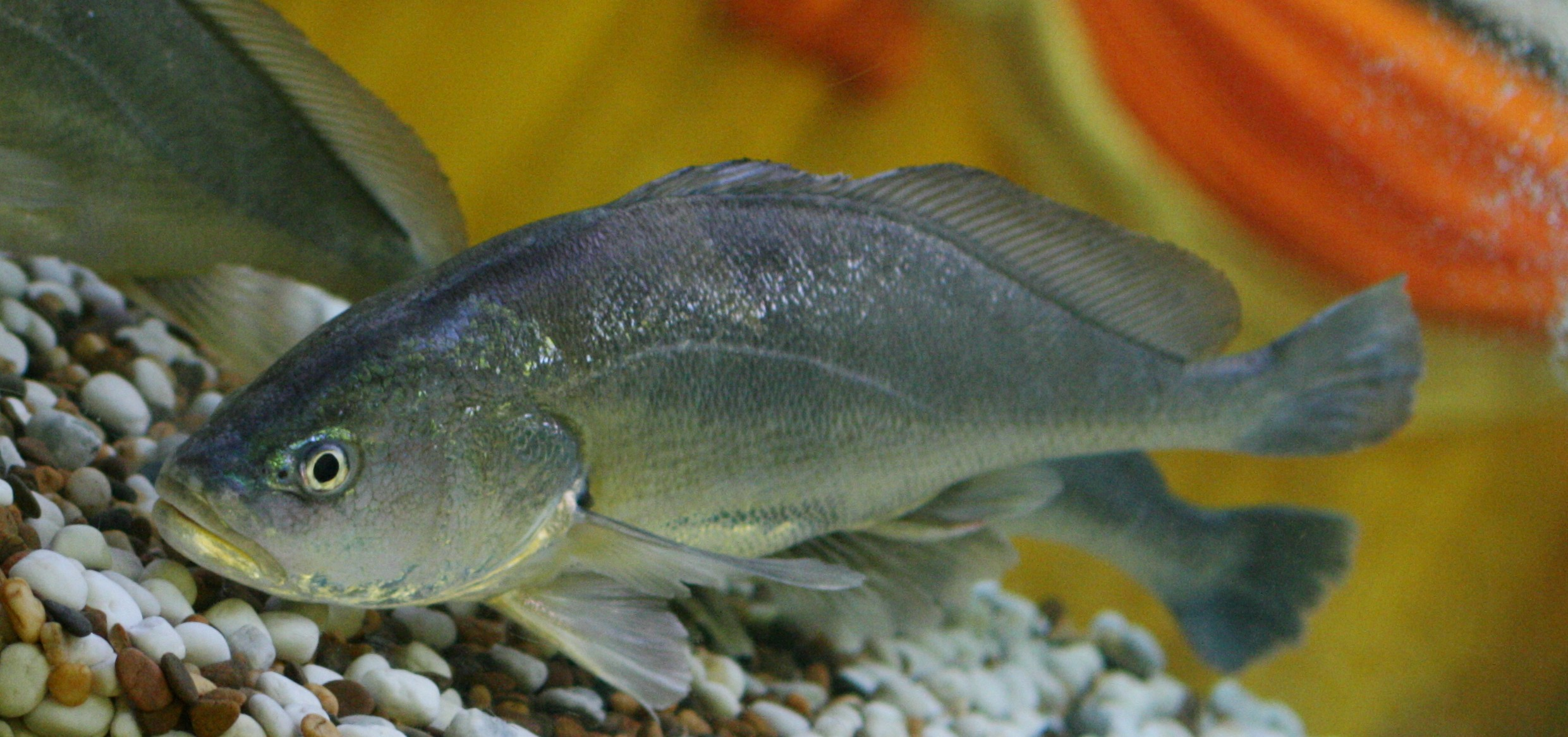
Boesemania microlepis

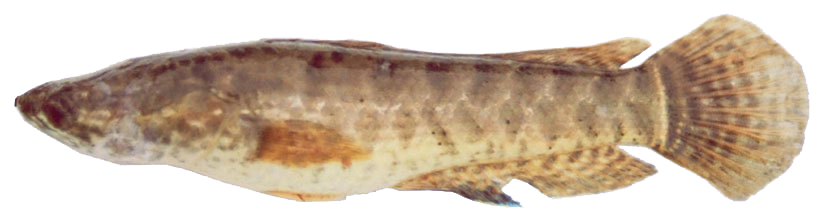
Channa striata

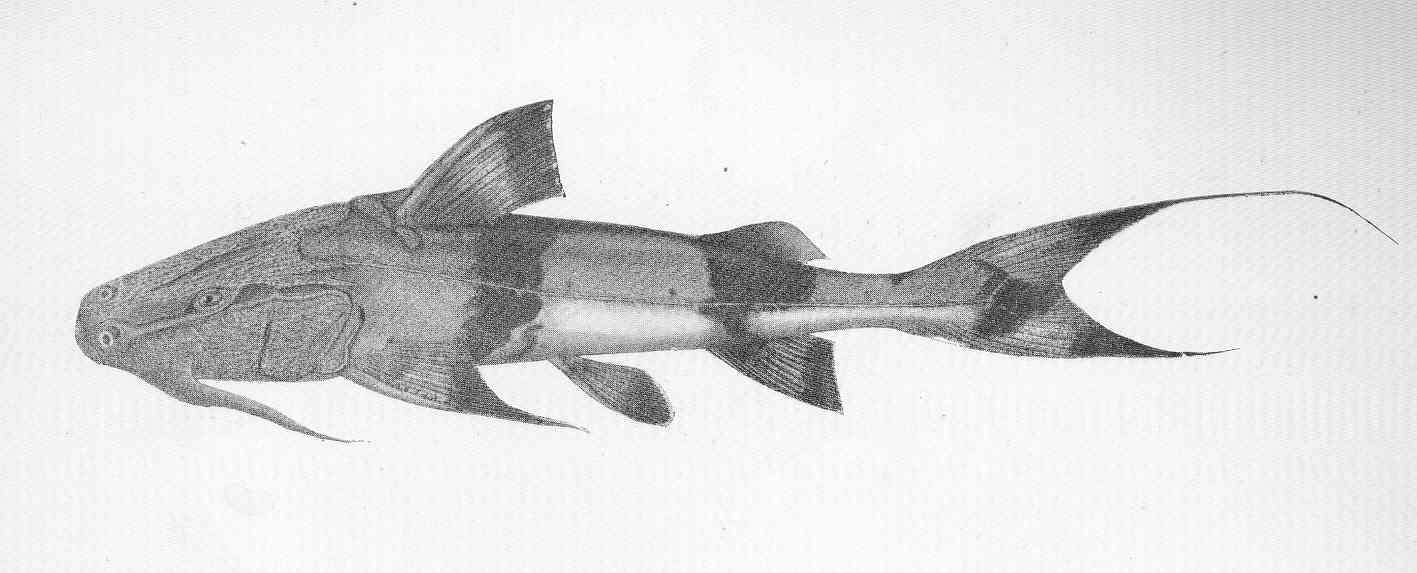
Bagarius yarrelli

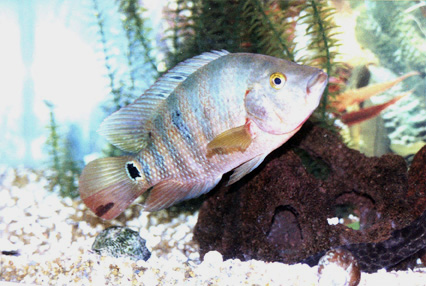
Cichlasoma urophthalmus

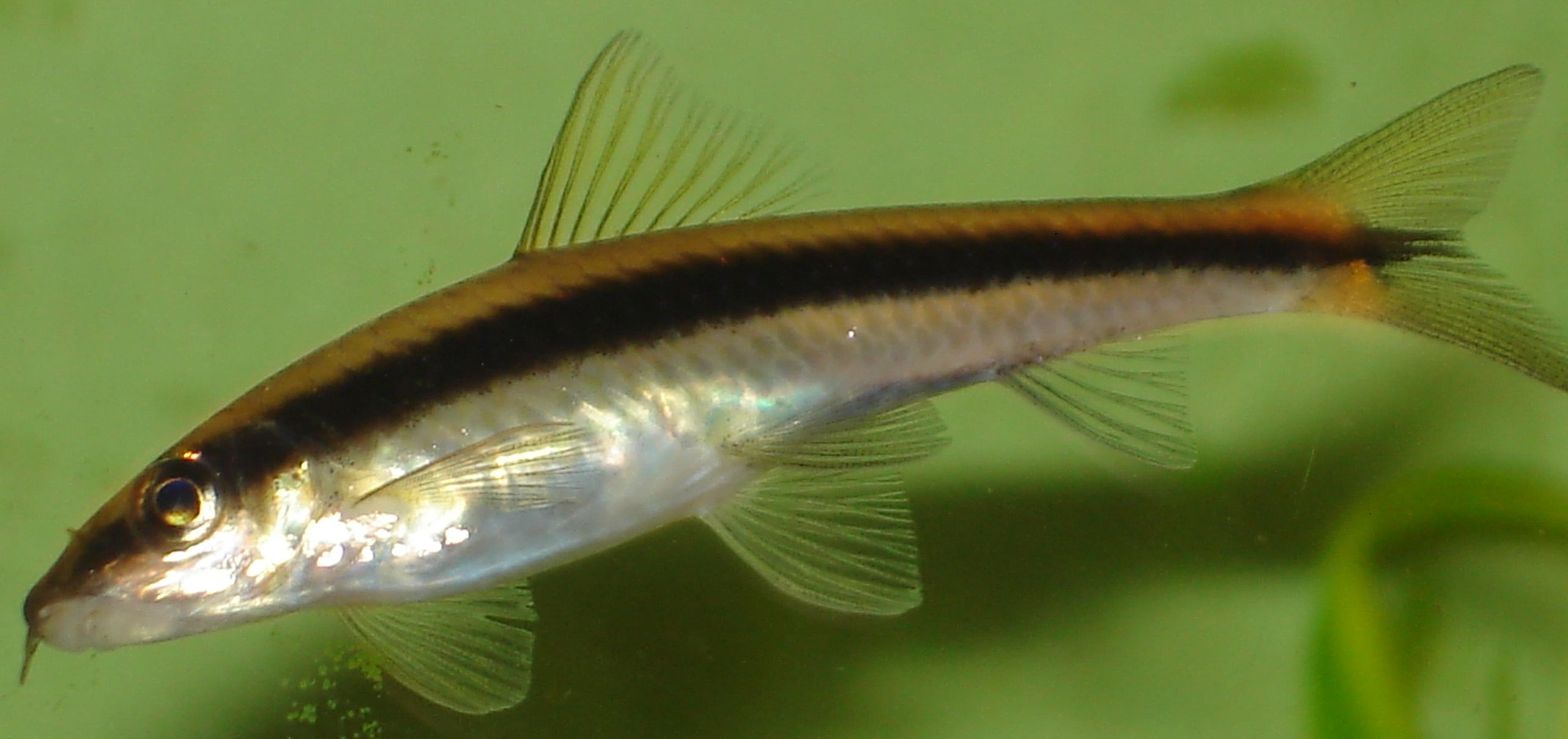
Crossocheilus siamensis

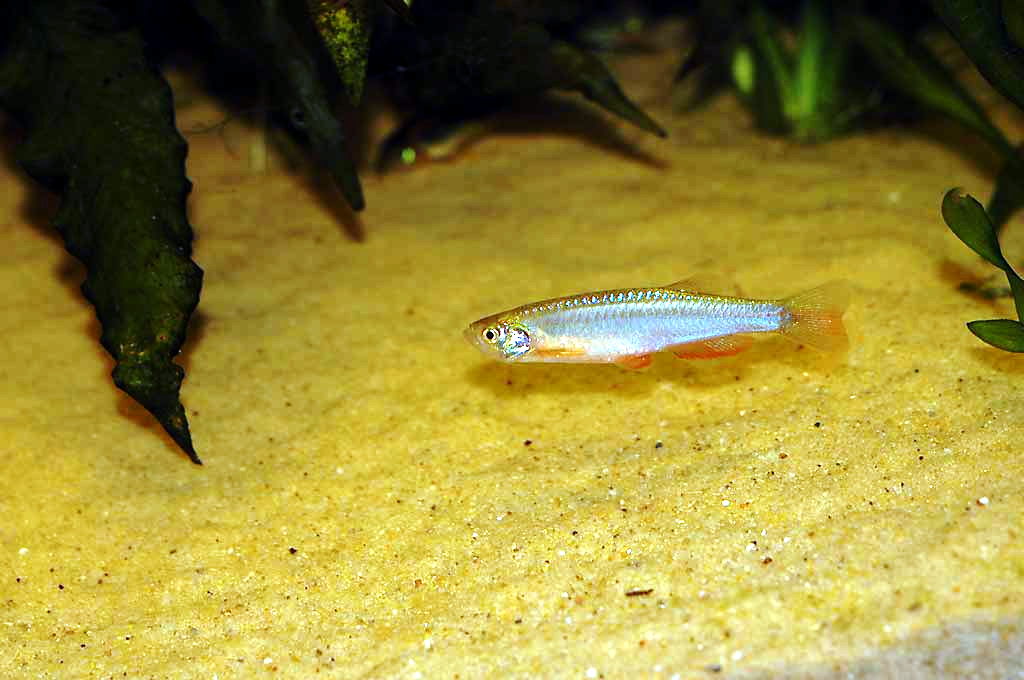
Danio albolineatus

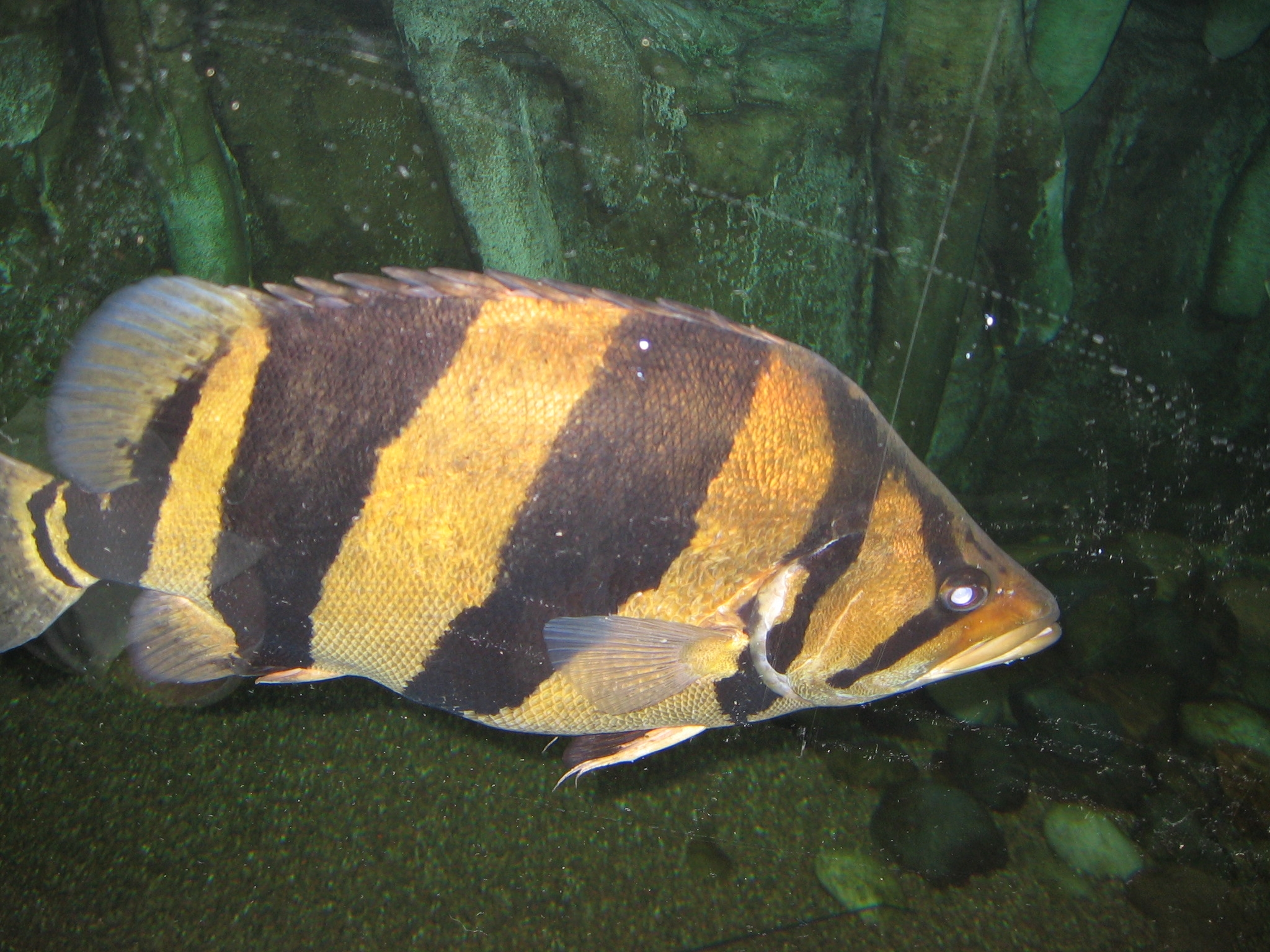
Datnioides pulcher

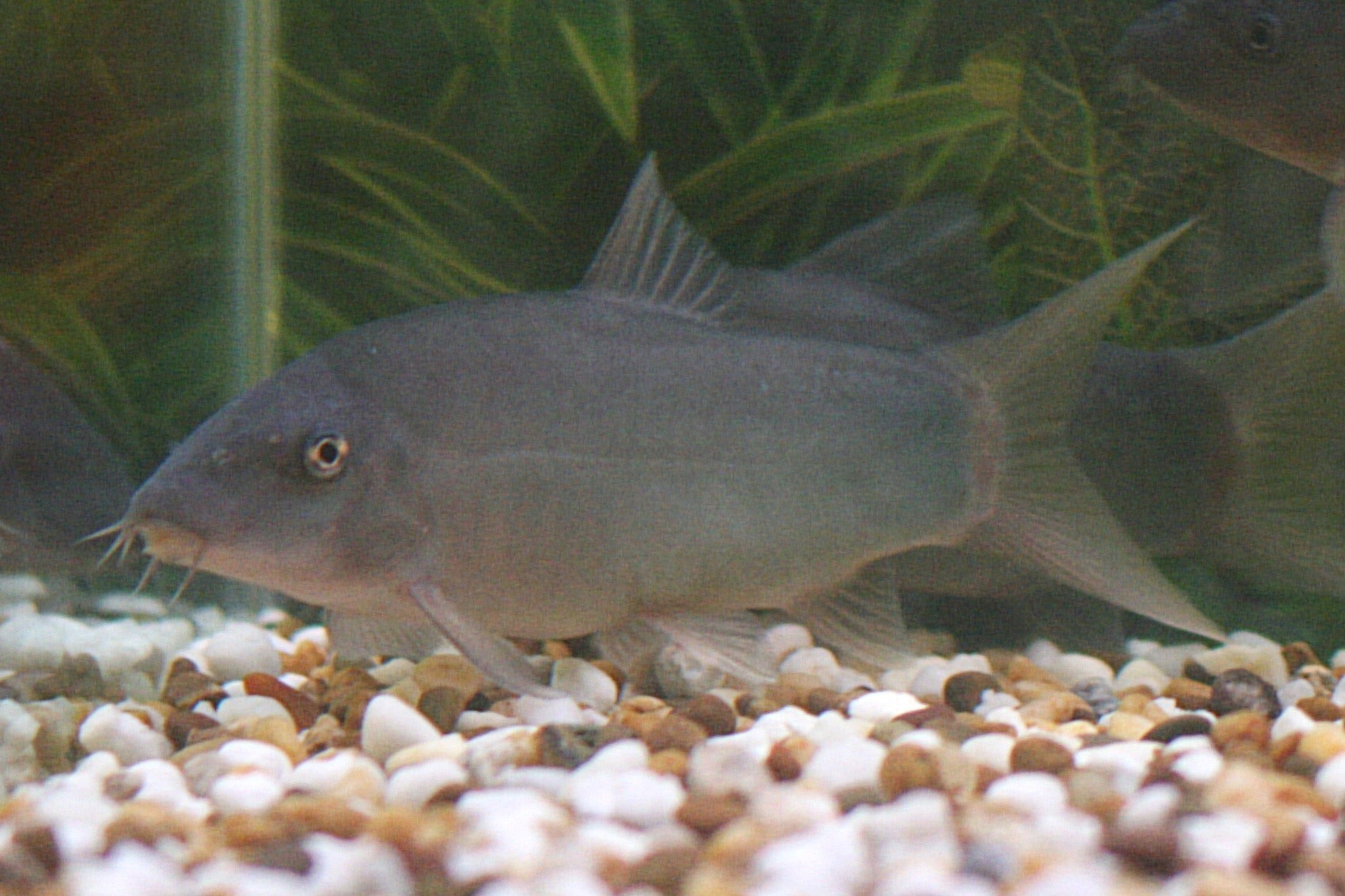
Yasuhikotakia modesta

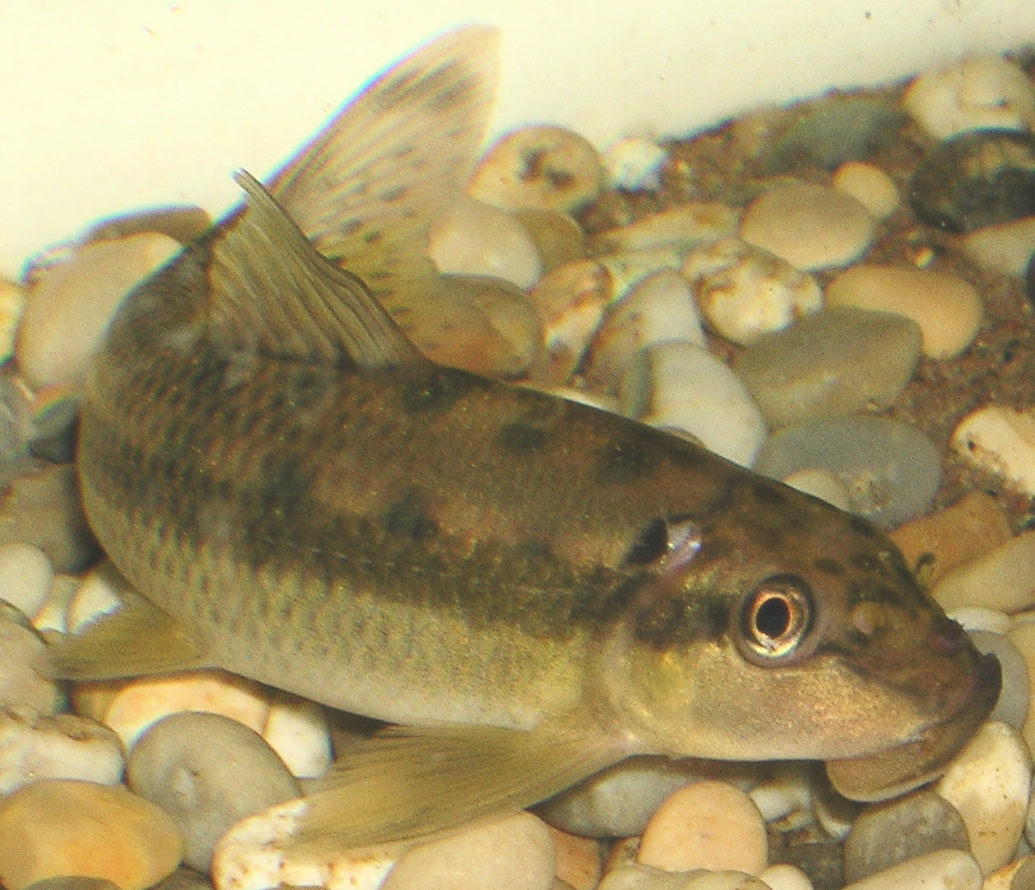
Gyrinocheilus aymonieri

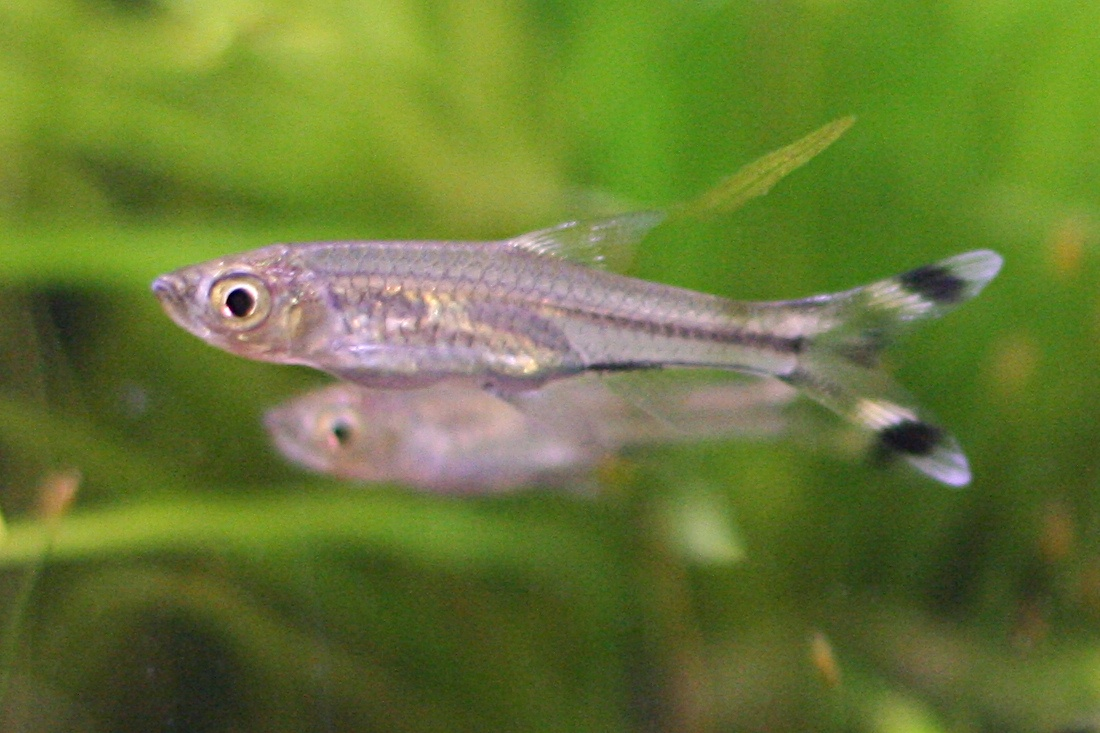
Rasbora trilineata

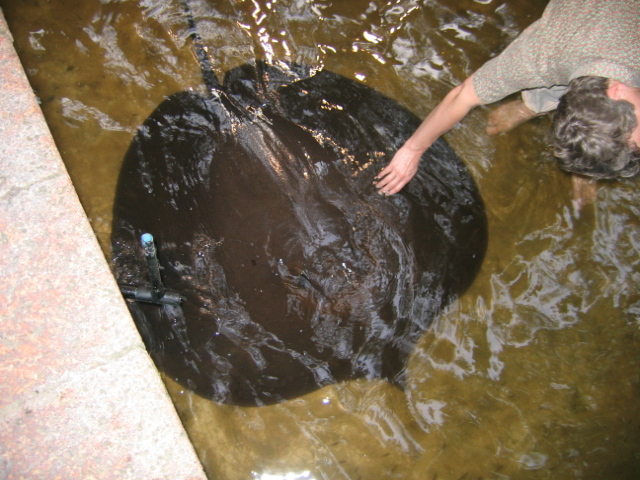
Himantura chaophraya

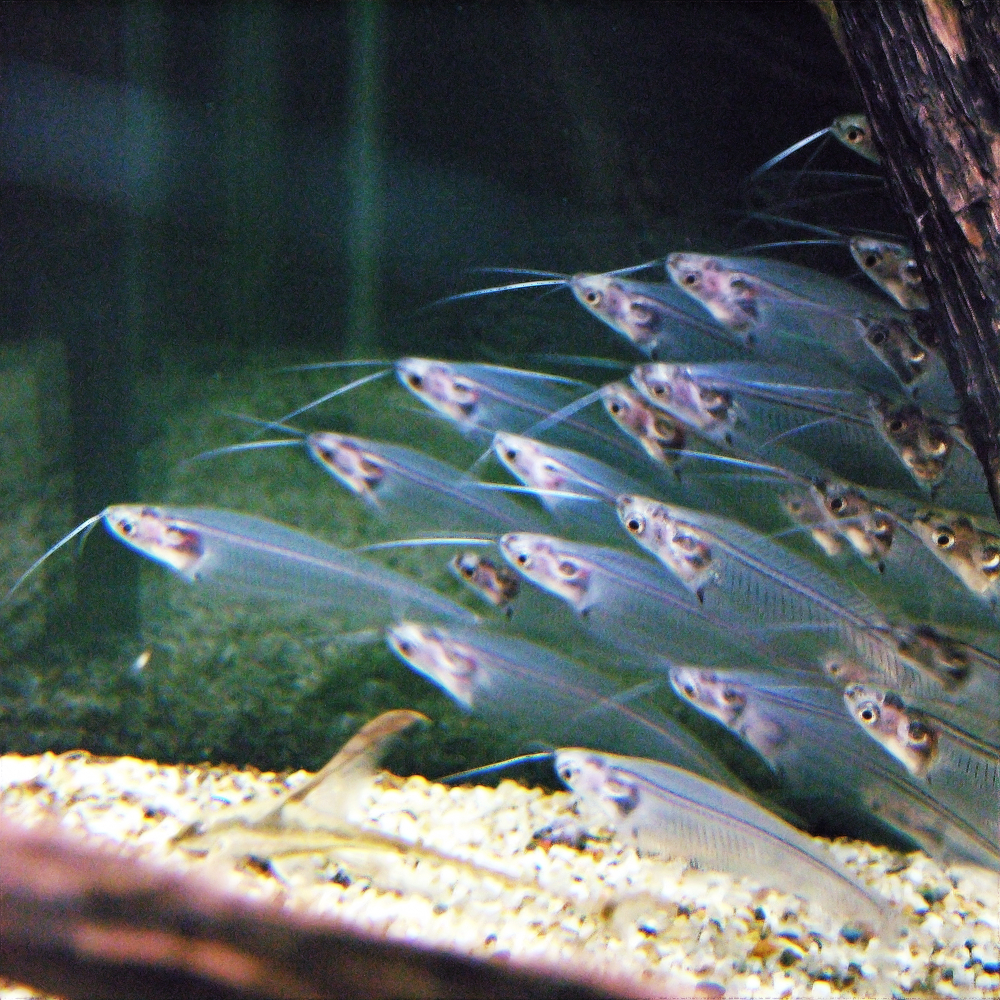
Kryptopterus bicirrhis

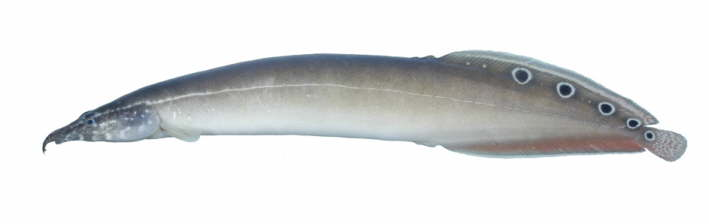
Macrognathus siamensis

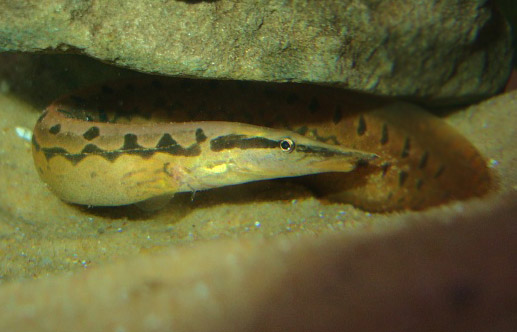
Mastacembelus armatus

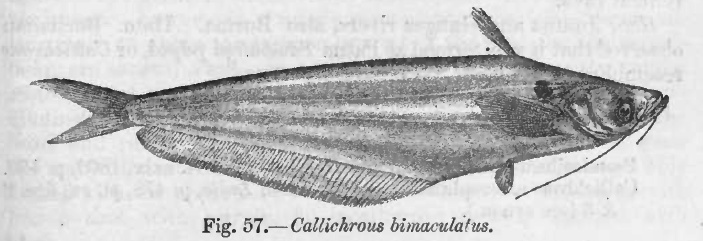
Ompok bimaculatus

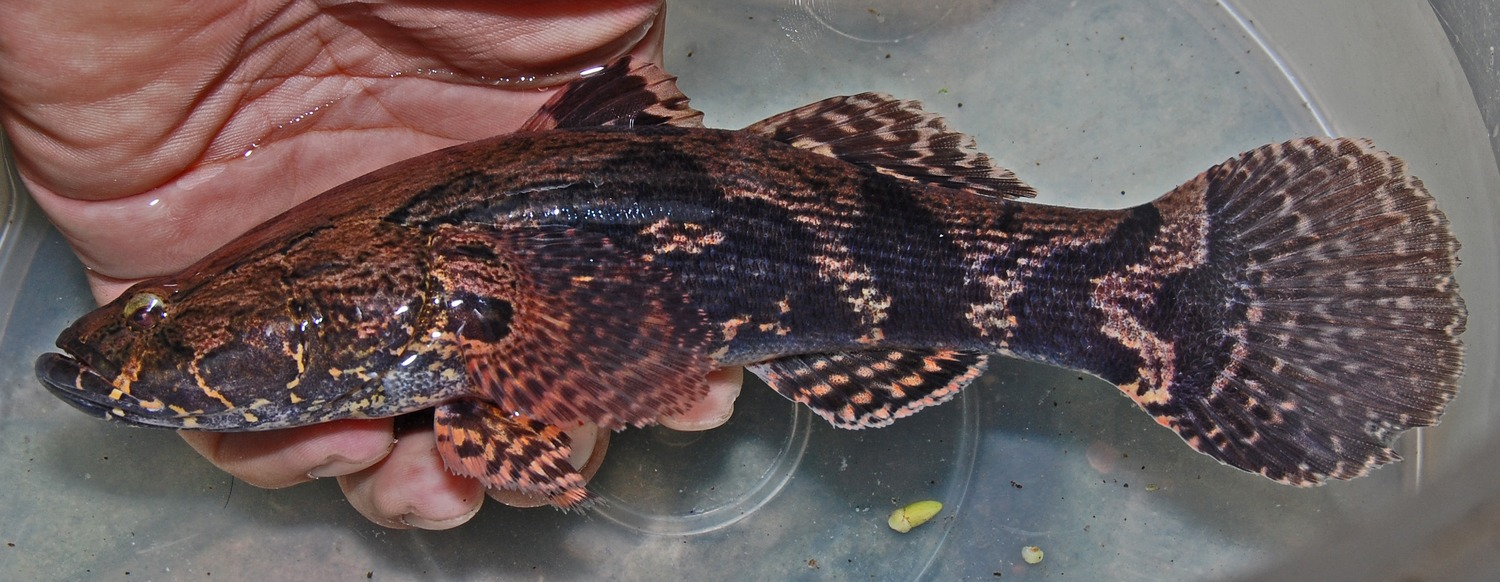
Oxyeleotris marmorata

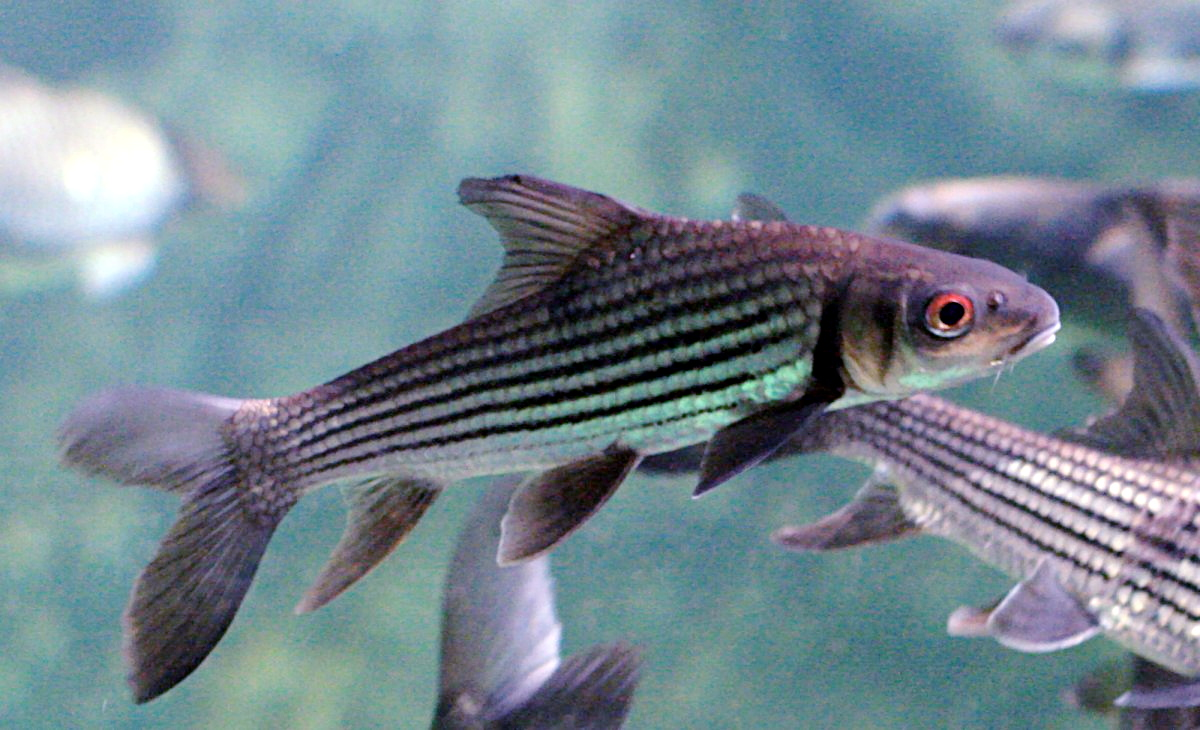
Probarbus jullieni

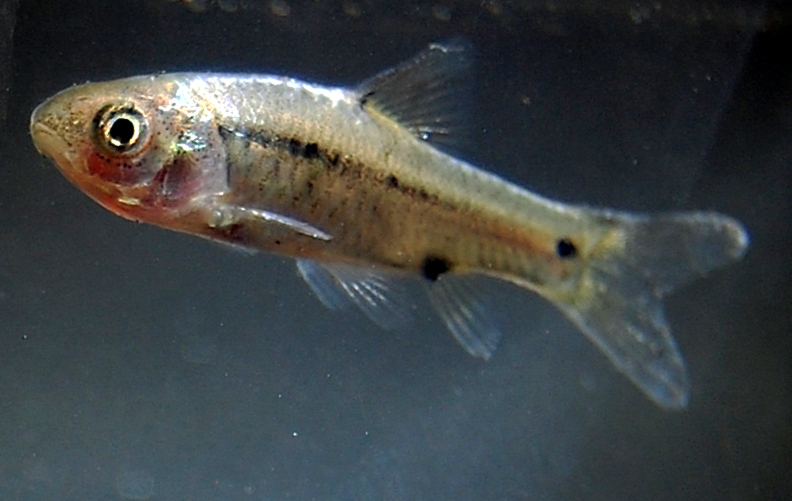
Puntius binotatus

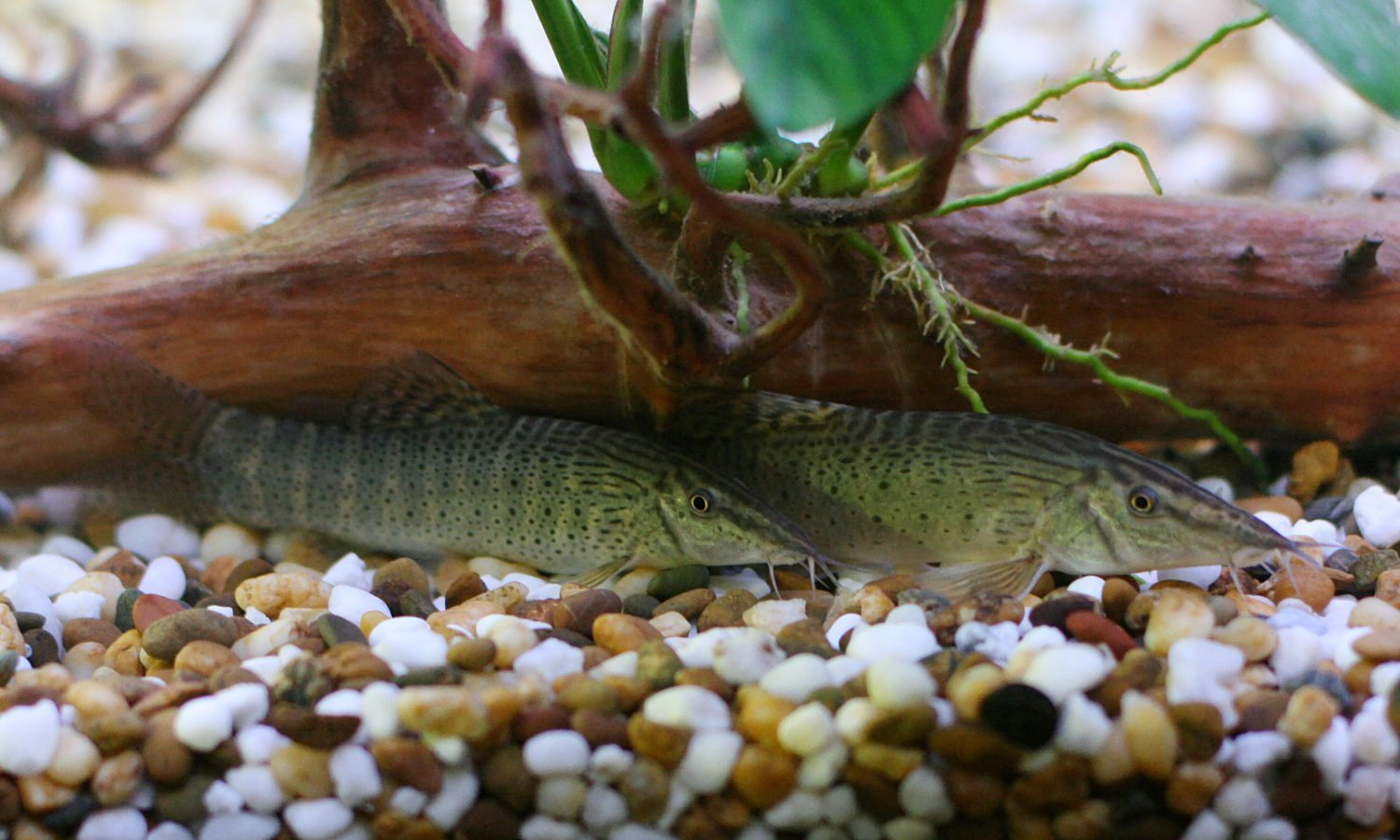
Syncrossus beauforti

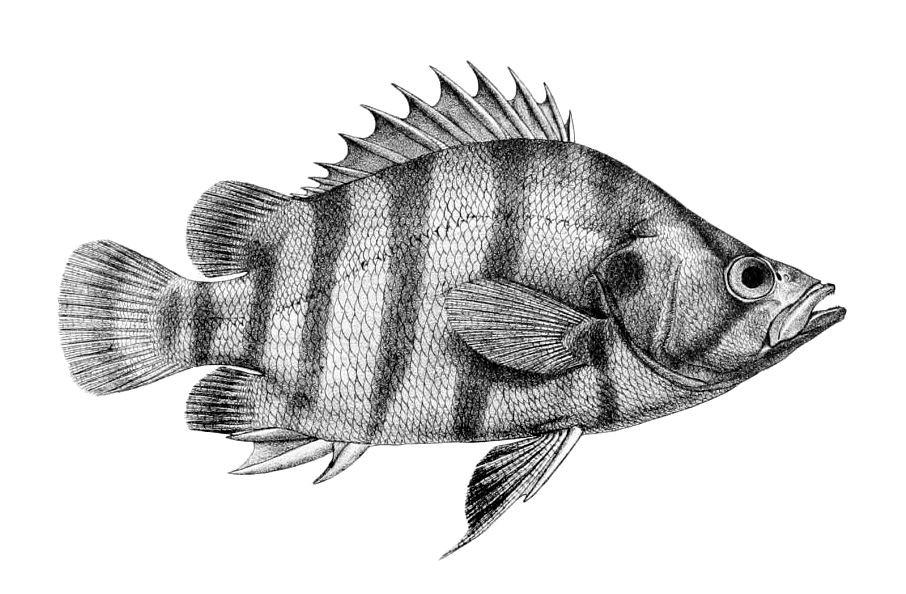
Datnioides polota

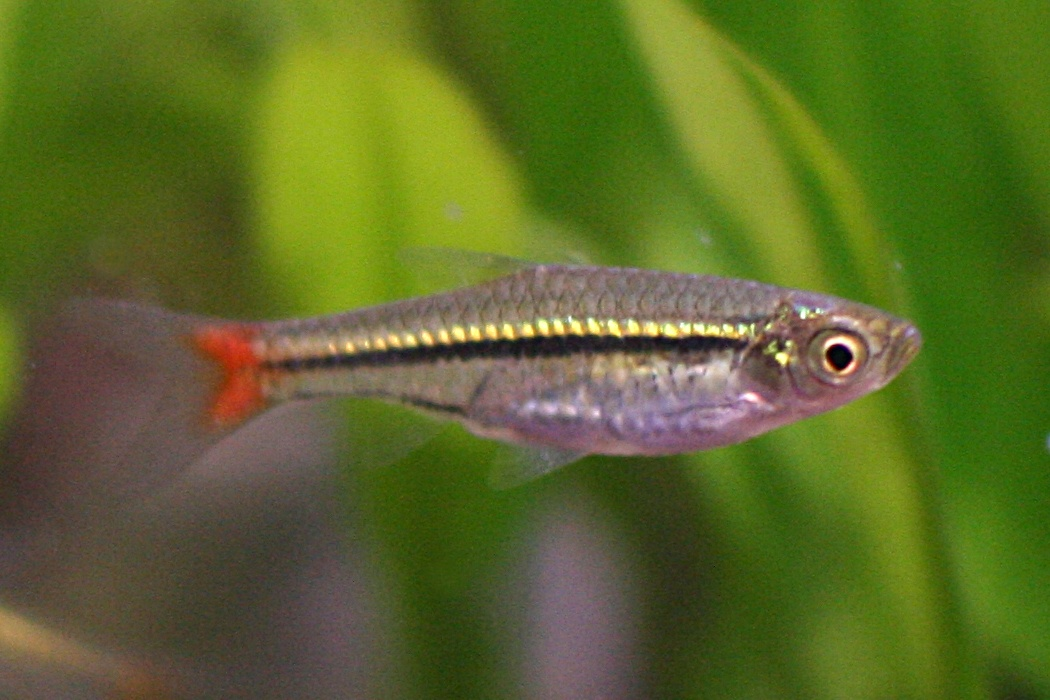
Rasbora borapetensis

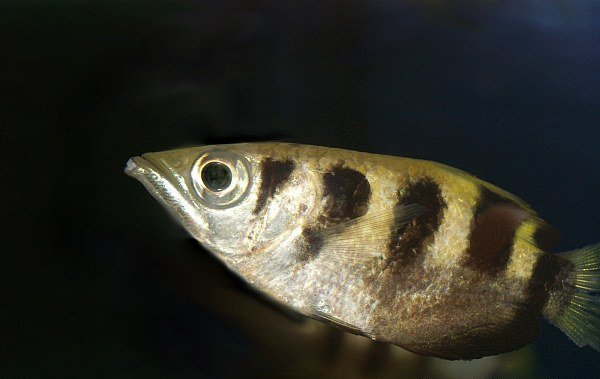
Toxotes chatareus

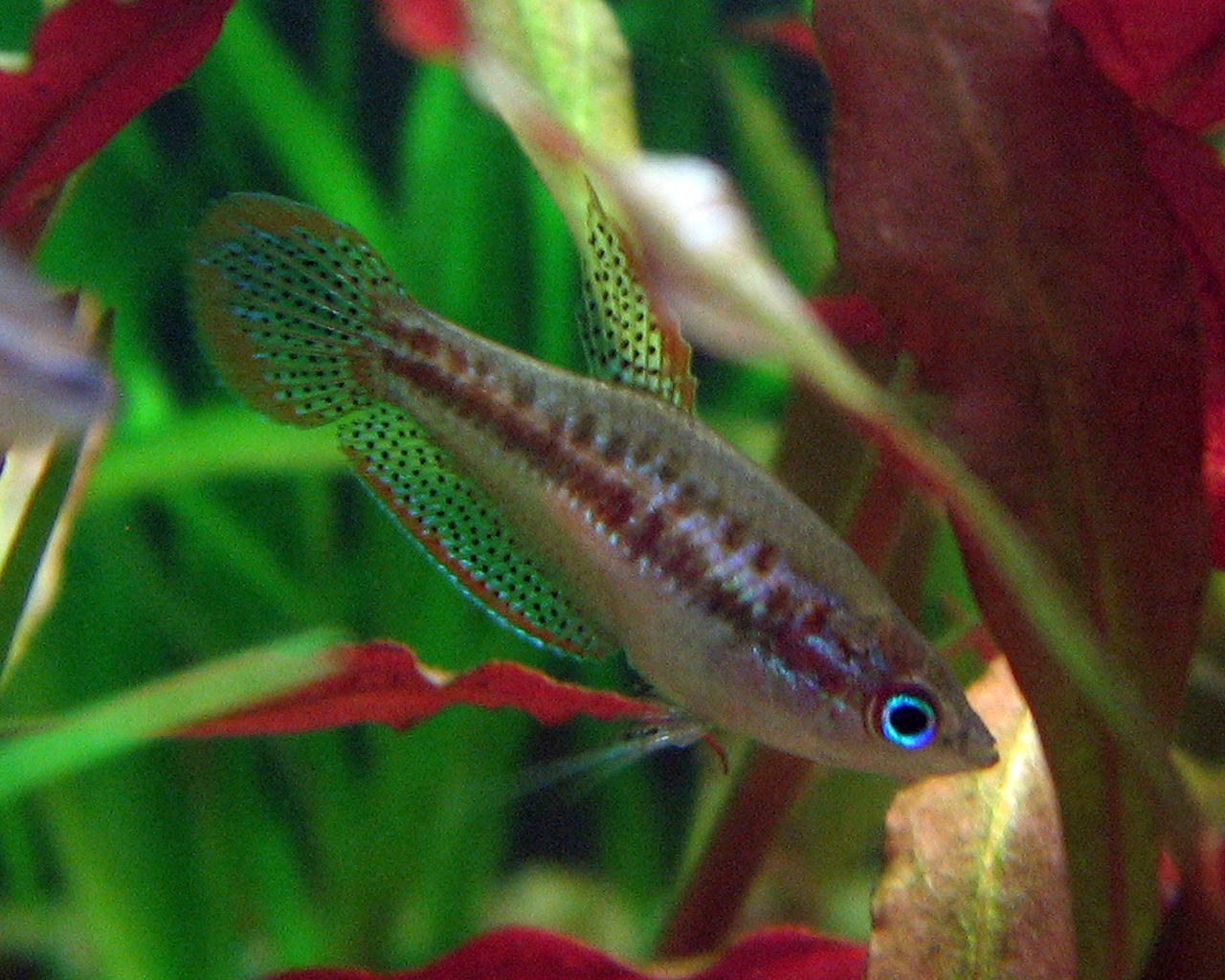
Trichopsis pumila

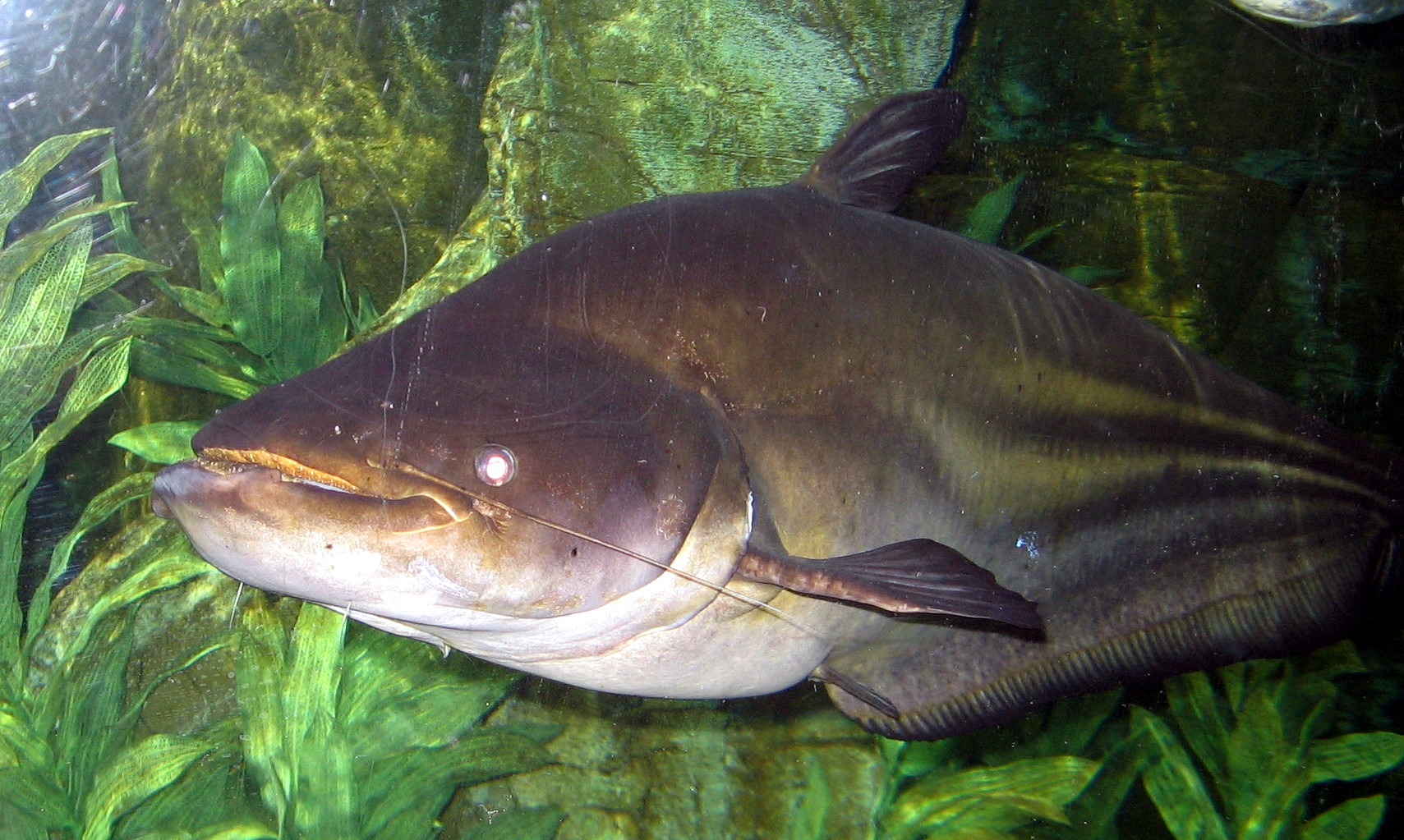
Wallago attu

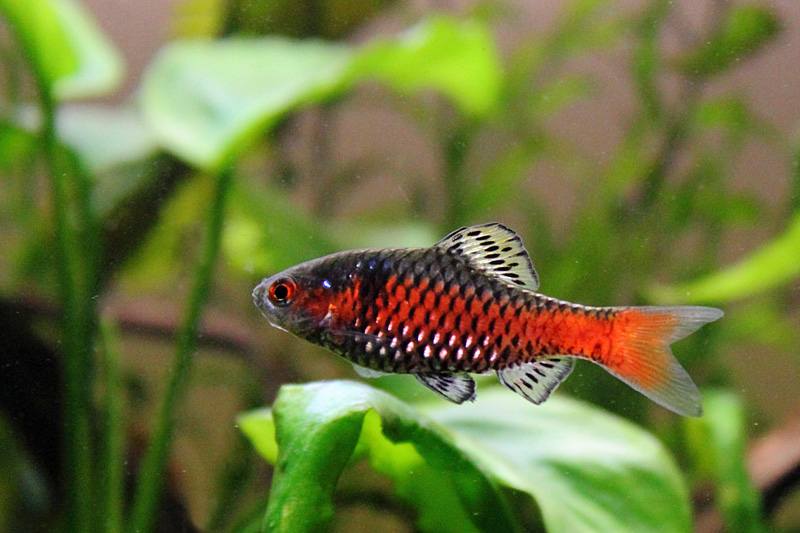
Puntius ticto

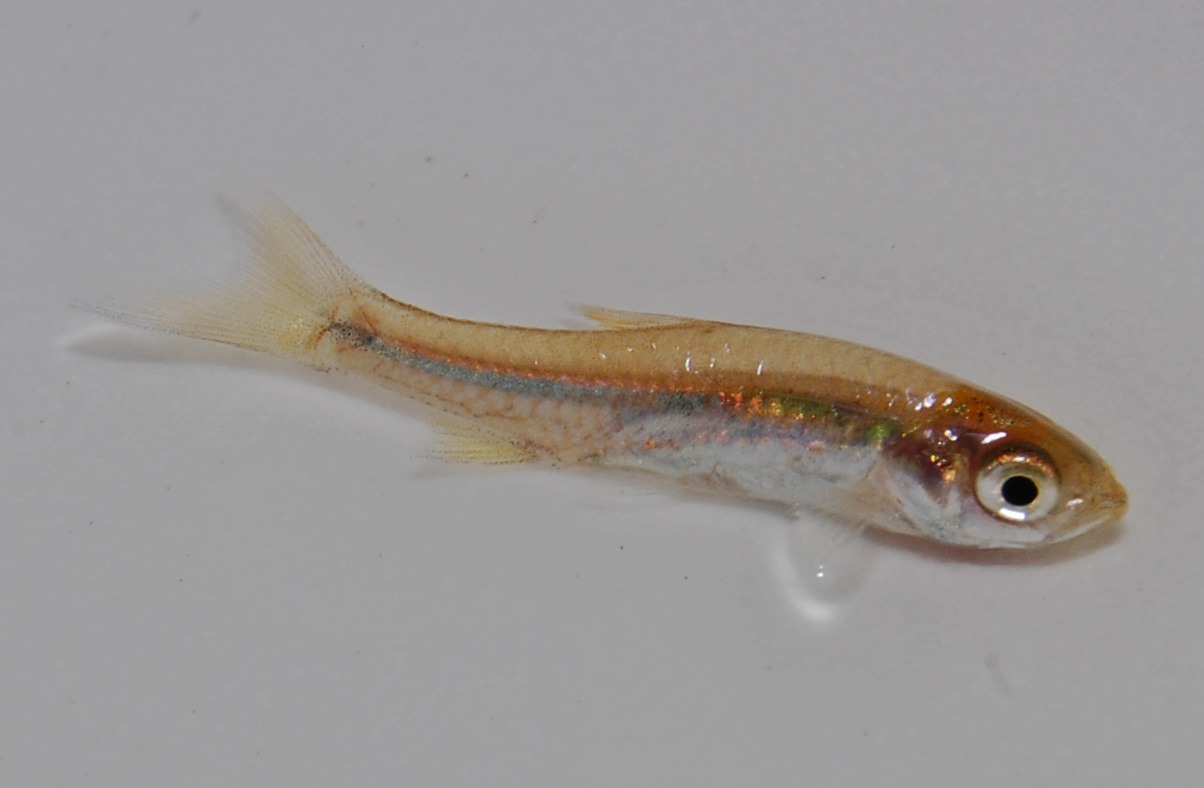
Rasbora argyrotaenia

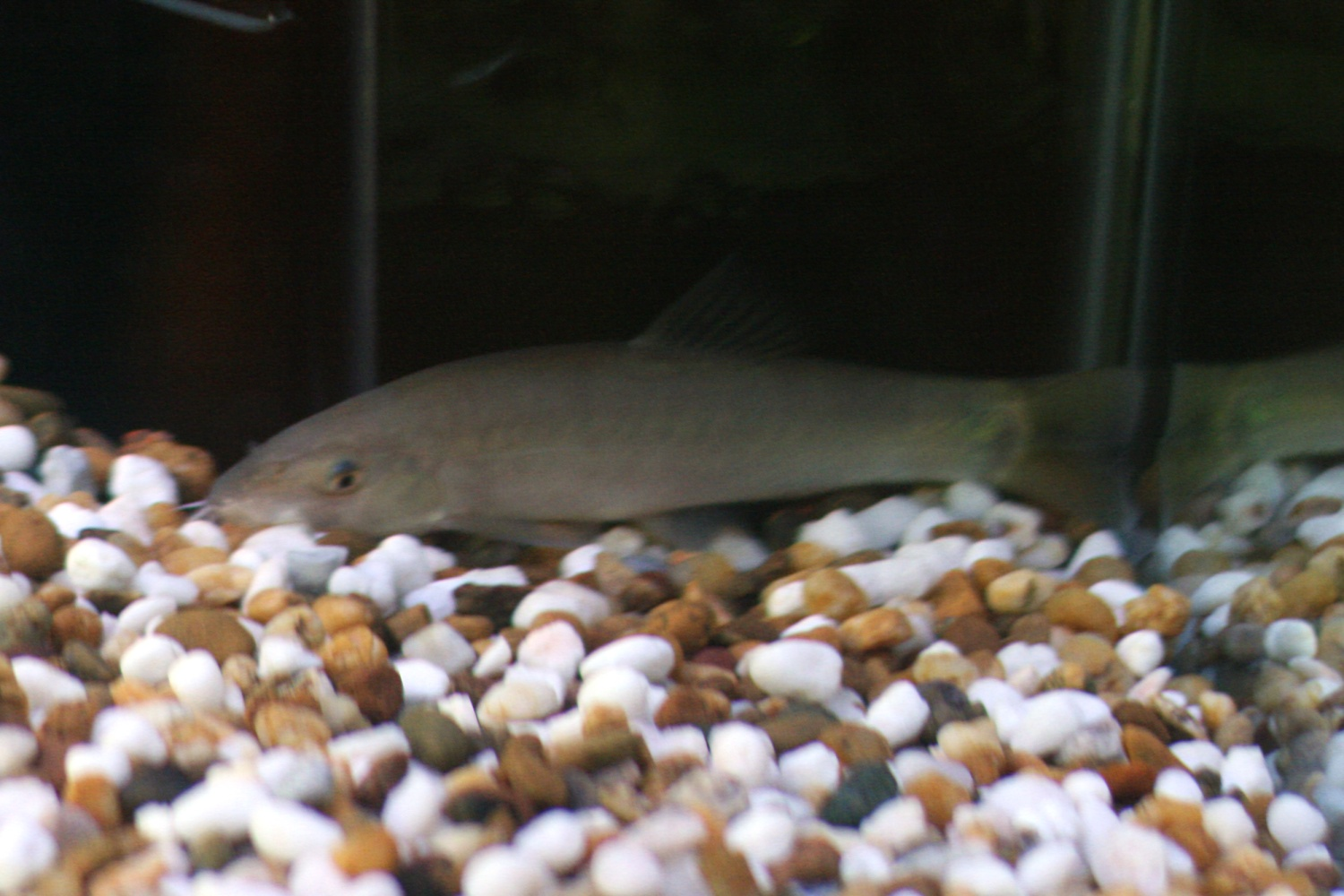
Yasuhikotakia eos

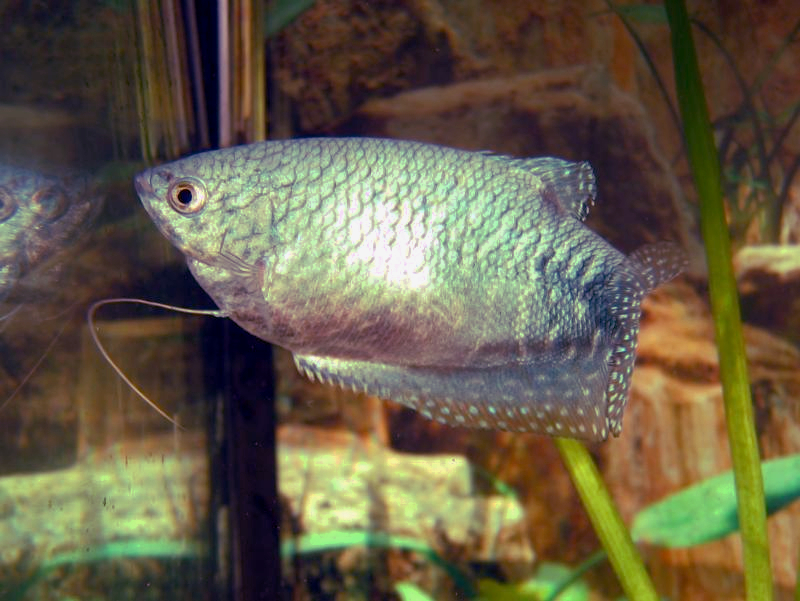
Trichogaster trichopterus

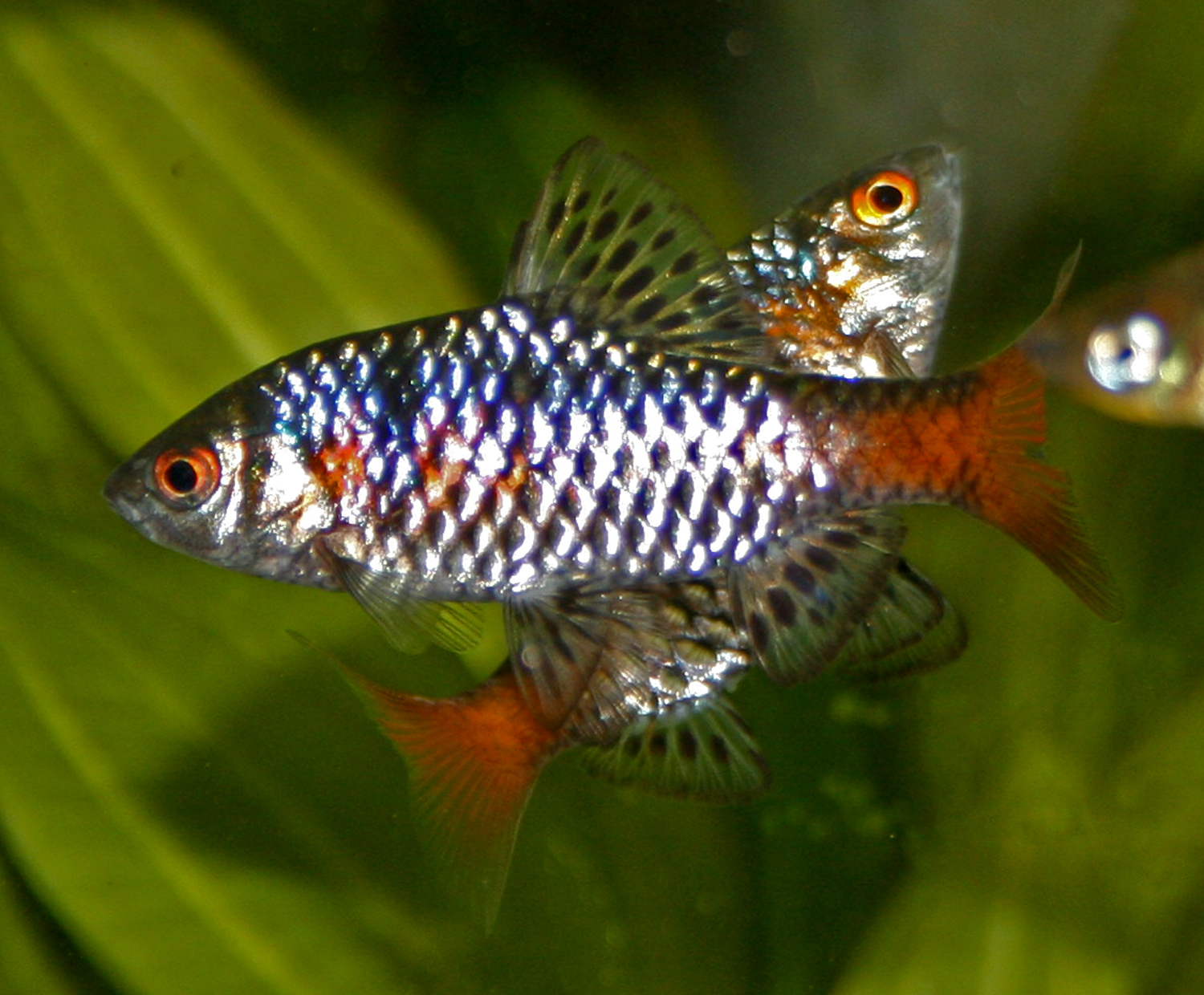
Puntius stoliczkanus

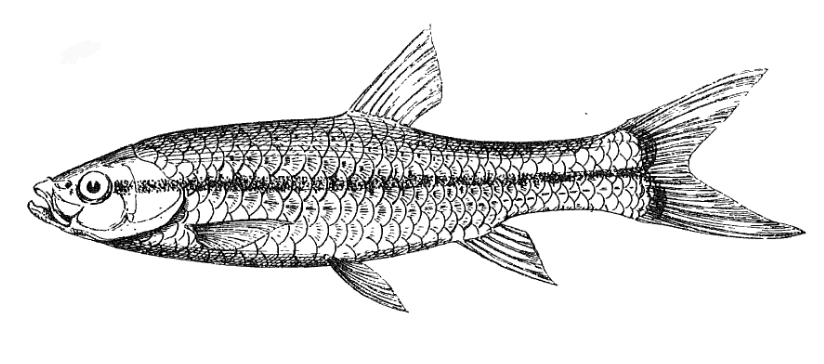
Rasbora daniconius

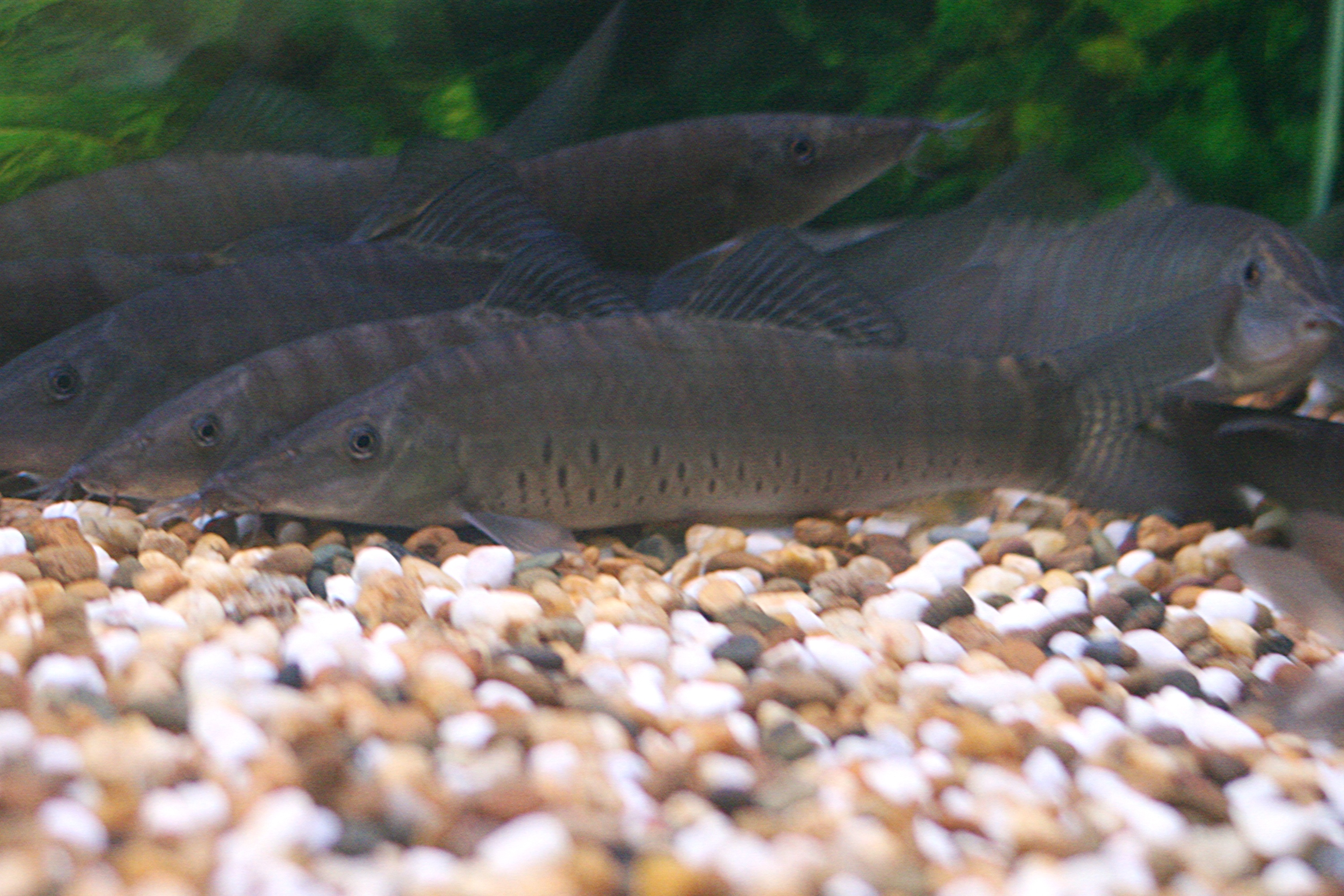
Syncrossus helodes

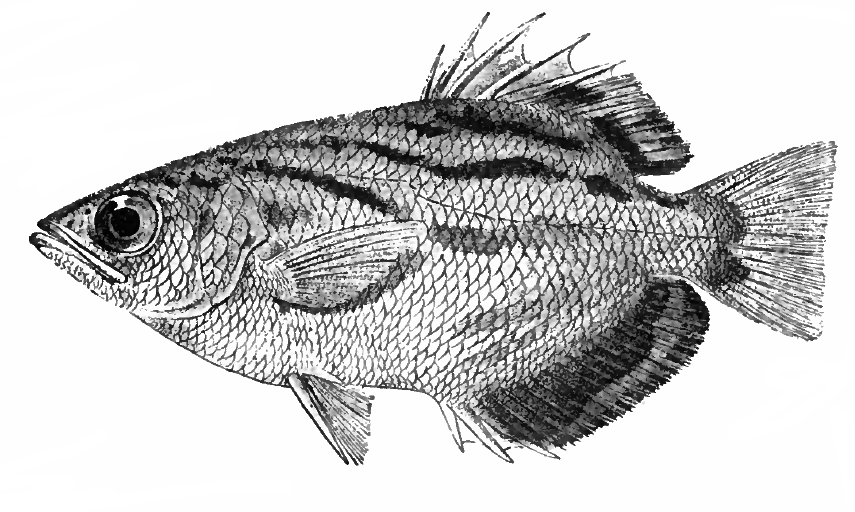
Toxotes microlepis

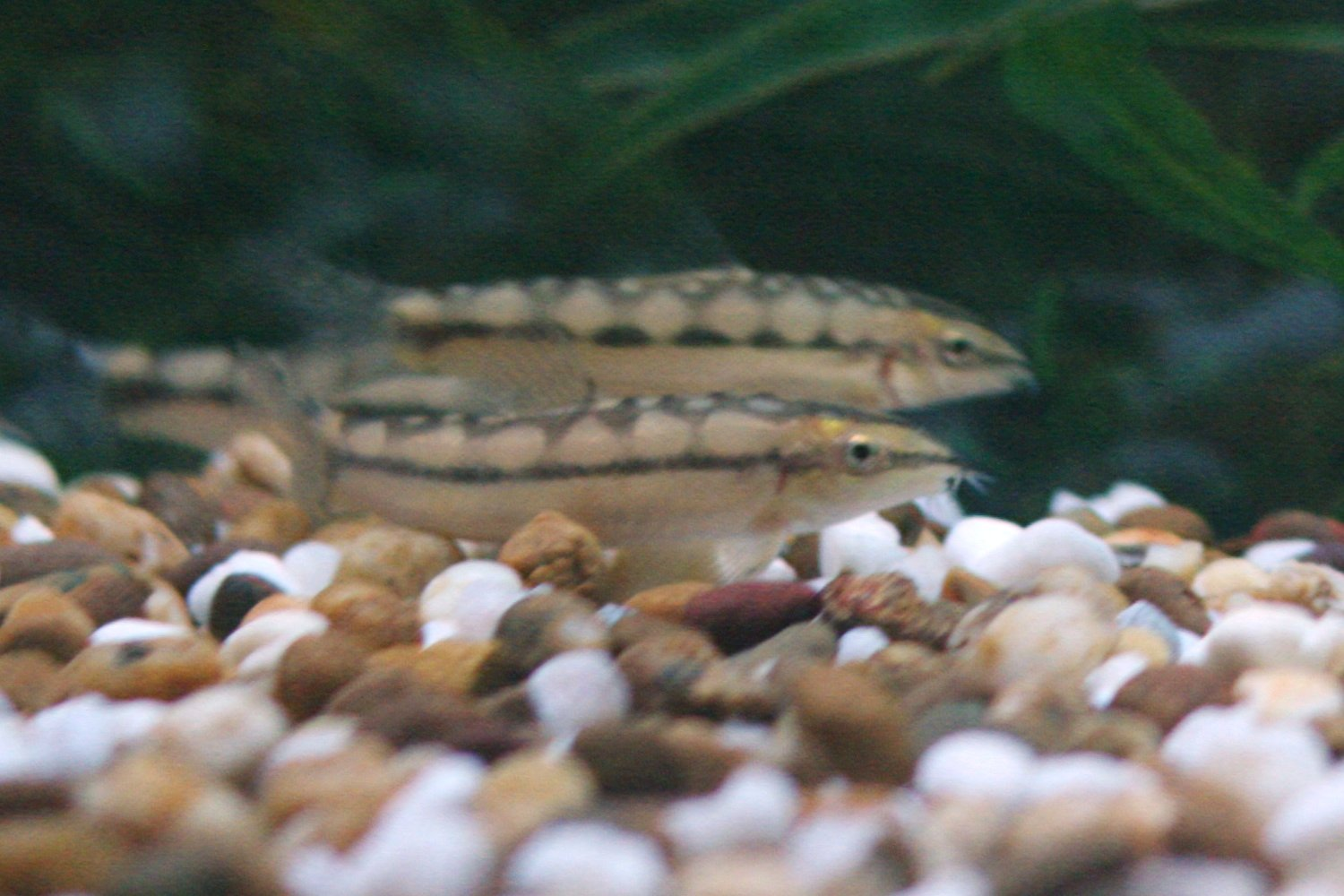
Yasuhikotakia sidthimunki

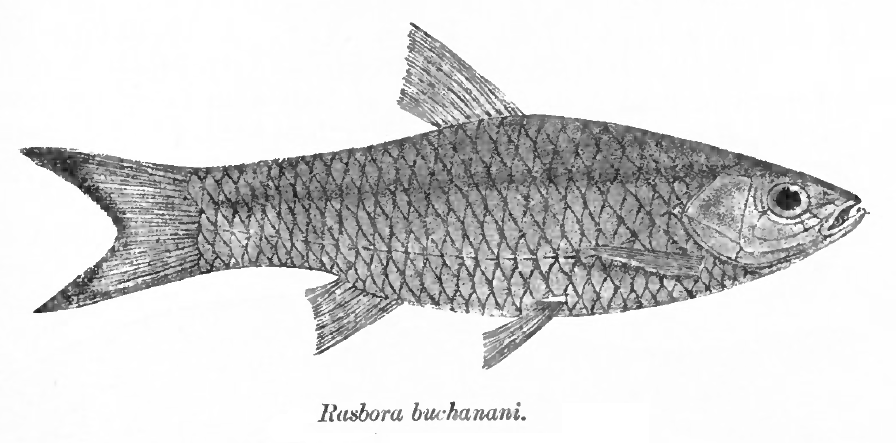
Rasbora rasbora

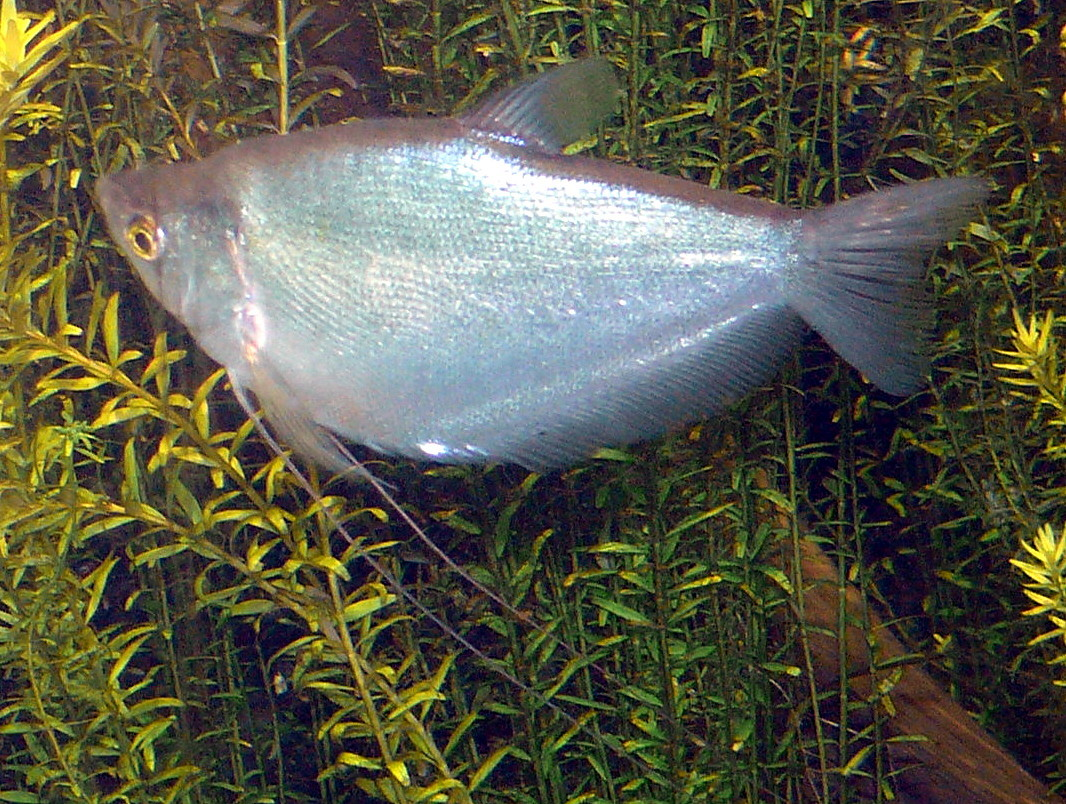
Trichogaster microlepis

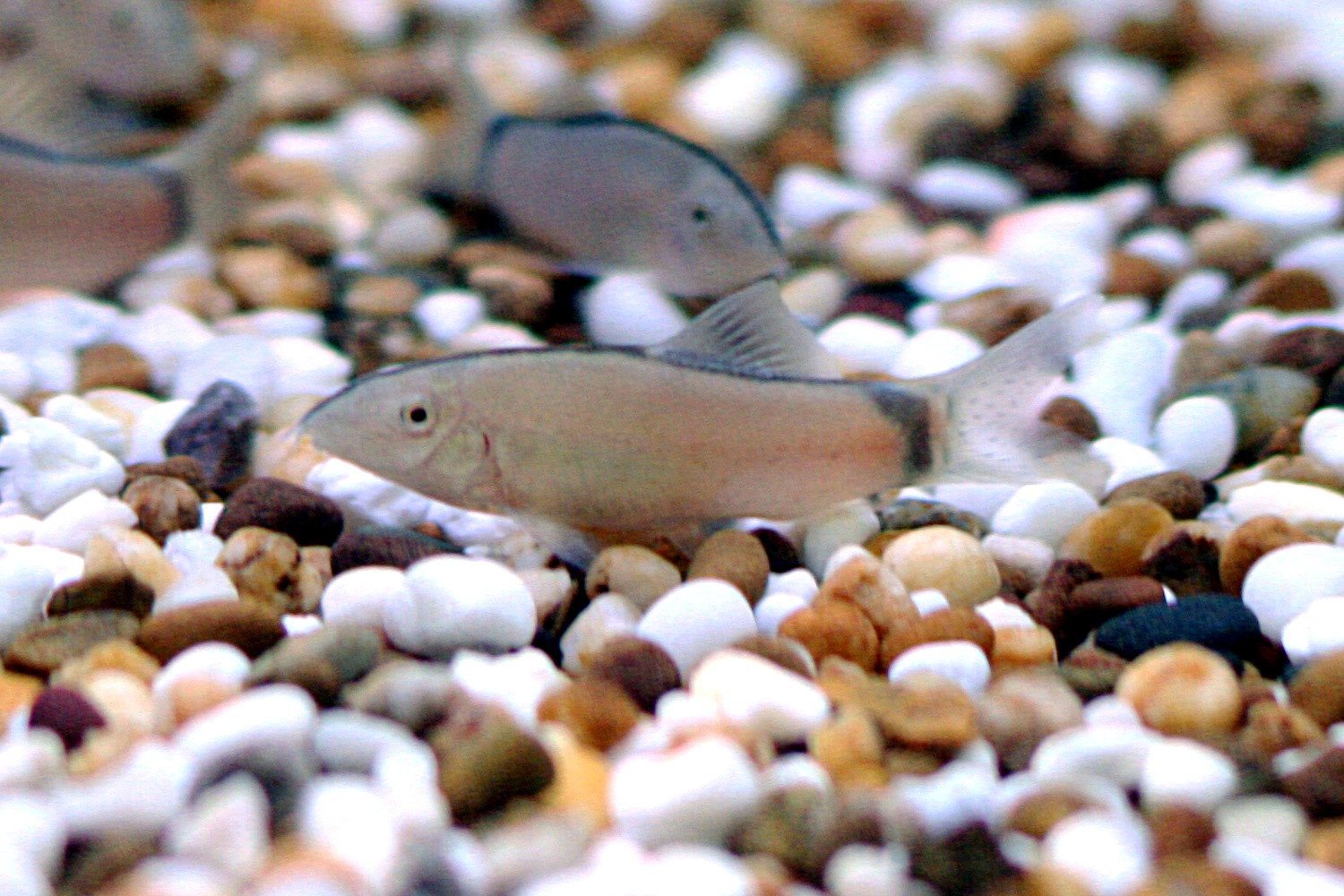
Yasuhikotakia morleti

Aquesta llista de peixos del riu Chao Phraya inclou les 318 espècies de peixos que es poden trobar al riu Chao Phraya, a Tailàndia, ordenades per l'ordre alfabètic de llur nom científic.

## A
- Acanthopsoides delphax
- Acanthopsoides gracilentus
- Acanthopsoides gracilis
- Acanthopsoides hapalias
- Acantopsis choirorhynchos
- Acantopsis dialuzona
- Acantopsis thiemmedhi
- Acrochordonichthys gyrinus
- Akysis maculipinnis
- Akysis recavus
- Albulichthys albuloides
- Amblypharyngodon chulabhornae
- Amblyrhynchichthys micracanthus
- Amblyrhynchichthys truncatus
- Anabas testudineus
- Aplocheilus panchax
- Arius intermedius
- Arius maculatus

## B
- Bagarius bagarius
- Bagarius suchus
- Bagarius yarrelli
- Bagrichthys macracanthus
- Bagrichthys macropterus
- Bagrichthys obscurus
- Balantiocheilos melanopterus
- Bangana behri
- Bangana sinkleri
- Barbichthys laevis
- Barbichthys nitidus
- Barbodes balleroides
- Barbodes jolamarki
- Barbonymus altus
- Barbonymus gonionotus
- Barbonymus schwanenfeldii
- Barilius ornatus
- Belodontichthys dinema
- Belodontichthys truncatus
- Betta smaragdina
- Boesemania microlepis
- Boraras urophthalmoides
- Brachirus harmandi
- Brachirus siamensis

## C
- Catlocarpio siamensis
- Cephalocassis borneensis
- Ceratoglanis pachynema
- Channa gachua
- Channa lucius
- Channa micropeltes
- Channa striata
- Chaudhuria caudata
- Chitala lopis
- Chitala ornata
- Cichlasoma urophthalmus
- Cirrhinus caudimaculatus
- Cirrhinus chinensis
- Cirrhinus jullieni
- Cirrhinus microlepis
- Cirrhinus molitorella
- Clarias batrachus
- Clarias macrocephalus
- Clarias meladerma
- Clupeoides borneensis
- Cosmochilus harmandi
- Crossocheilus atrilimes
- Crossocheilus cobitis
- Crossocheilus oblongus
- Crossocheilus reticulatus
- Crossocheilus siamensis
- Cyclocheilichthys apogon
- Cyclocheilichthys armatus
- Cyclocheilichthys enoplus
- Cyclocheilichthys heteronema
- Cyclocheilichthys lagleri
- Cyclocheilichthys repasson
- Cynoglossus microlepis

## D
- Danio albolineatus
- Dasyatis laosensis
- Datnioides microlepis
- Datnioides polota
- Datnioides pulcher
- Dermogenys pusilla
- Dermogenys siamensis
- Devario annandalei
- Discherodontus halei
- Discherodontus schroederi
- Doryichthys boaja
- Doryichthys deokhatoides
- Doryichthys martensii

## E
- Eirmotus octozona
- Epalzeorhynchos bicolor
- Epalzeorhynchos frenatum
- Epalzeorhynchos munense
- Esomus longimanus
- Esomus metallicus
- Eugnathogobius siamensis

## G
- Garra cambodgiensis
- Garra fasciacauda
- Garra fisheri
- Garra fuliginosa
- Garra nasuta
- Glossogobius aureus
- Glyptothorax fuscus
- Glyptothorax lampris
- Glyptothorax laosensis
- Glyptothorax trilineatus
- Gobiopterus chuno
- Gyrinocheilus aymonieri

## H
- Hampala dispar
- Hampala macrolepidota
- Helicophagus leptorhynchus
- Helicophagus waandersii
- Hemiarius stormii
- Hemiarius verrucosus
- Hemibagrus filamentus
- Hemibagrus nemurus
- Hemibagrus wyckii
- Hemibagrus wyckioides
- Hemimyzon nanensis
- Henicorhynchus lineatus
- Henicorhynchus lobatus
- Henicorhynchus siamensis
- Heteropneustes kemratensis
- Himantura chaophraya
- Himantura krempfi
- Himantura signifer
- Homaloptera maxinae
- Homaloptera sexmaculata
- Homaloptera smithi
- Homaloptera zollingeri
- Hypsibarbus vernayi
- Hypsibarbus wetmorei

## I
- Indostomus paradoxus

## K
- Kryptopterus bicirrhis
- Kryptopterus cheveyi
- Kryptopterus dissitus
- Kryptopterus geminus
- Kryptopterus limpok
- Kryptopterus moorei

## L
- Labeo ariza
- Labeo chrysophekadion
- Labeo dyocheilus
- Labeo indramontri
- Labeo pierrei
- Labeo yunnanensis
- Labiobarbus leptocheilus
- Labiobarbus siamensis
- Laides longibarbis
- Laubuca caeruleostigmata
- Laubuca laubuca
- Lepidocephalichthys berdmorei
- Lepidocephalichthys furcatus
- Lepidocephalichthys hasselti
- Leptobarbus hoevenii
- Lobocheilos bo
- Lobocheilos cryptopogon
- Lobocheilos gracilis
- Lobocheilos melanotaenia
- Lobocheilos nigrovittatus
- Lobocheilos quadrilineatus
- Lobocheilos rhabdoura
- Lobocheilos thavili
- Longiculter siahi
- Luciosoma bleekeri
- Luciosoma setigerum
- Lycothrissa crocodilus

## M
- Macrochirichthys macrochirus
- Macrognathus circumcinctus
- Macrognathus semiocellatus
- Macrognathus siamensis
- Macrognathus taeniagaster
- Macrotrema caligans
- Mastacembelus armatus
- Mastacembelus favus
- Monopterus albus
- Mystacoleucus chilopterus
- Mystacoleucus greenwayi
- Mystacoleucus marginatus
- Mystus albolineatus
- Mystus atrifasciatus
- Mystus bocourti
- Mystus gulio
- Mystus multiradiatus
- Mystus mysticetus
- Mystus singaringan

## N
- Nandus nebulosus
- Nandus oxyrhynchus
- Nemacheilus binotatus
- Nemacheilus masyai
- Nemacheilus pallidus
- Nemacheilus platiceps
- Neolissochilus dukai
- Neolissochilus stracheyi
- Notopterus notopterus

## O
- Ompok bimaculatus
- Ompok eugeneiatus
- Ompok hypophthalmus
- Ompok pinnatus
- Ompok urbaini
- Onychostoma gerlachi
- Opsarius koratensis
- Opsarius pulchellus
- Oreichthys cosuatis
- Oreoglanis siamensis
- Oryzias minutillus
- Osphronemus goramy
- Osteochilus hasseltii
- Osteochilus lini
- Osteochilus melanopleurus
- Osteochilus microcephalus
- Osteochilus waandersii
- Oxyeleotris marmorata
- Oxygaster pointoni

## P
- Pangasianodon hypophthalmus
- Pangasius bocourti
- Pangasius conchophilus
- Pangasius elongatus
- Pangasius larnaudii
- Pangasius macronema
- Pangasius sanitwongsei
- Pangio anguillaris
- Pangio fusca
- Pangio oblonga
- Parachela maculicauda
- Parachela oxygastroides
- Parachela siamensis
- Paralaubuca barroni
- Paralaubuca harmandi
- Paralaubuca riveroi
- Paralaubuca stigmabrachium
- Paralaubuca typus
- Parambassis siamensis
- Parambassis wolffii
- Phalacronotus apogon
- Phalacronotus bleekeri
- Phalacronotus micronemus
- Physoschistura pseudobrunneana
- Platytropius siamensis
- Polynemus aquilonaris
- Polynemus multifilis
- Poropuntius bantamensis
- Poropuntius chondrorhynchus
- Poropuntius faucis
- Poropuntius huguenini
- Poropuntius malcolmi
- Pristolepis fasciata
- Probarbus jullieni
- Pseudobagarius hardmani
- Pseudobagarius leucorhynchus
- Pseudolais micronemus
- Pseudolais pleurotaenia
- Pseudomystus siamensis
- Puntioplites proctozystron
- Puntius aurotaeniatus
- Puntius binotatus
- Puntius brevis
- Puntius jacobusboehlkei
- Puntius orphoides
- Puntius partipentazona
- Puntius rhombeus
- Puntius sophoroides
- Puntius spilopterus
- Puntius stoliczkanus
- Puntius ticto

## R
- Raiamas guttatus
- Rasbora argyrotaenia
- Rasbora aurotaenia
- Rasbora borapetensis
- Rasbora daniconius
- Rasbora dorsinotata
- Rasbora dusonensis
- Rasbora paviana
- Rasbora rasbora
- Rasbora rubrodorsalis
- Rasbora sumatrana
- Rasbora trilineata
- Rhinogobius chiengmaiensis
- Rhinogobius mekongianus

## S
- Scaphiodonichthys acanthopterus
- Scaphiodonichthys burmanicus
- Schistura desmotes
- Schistura dubia
- Schistura geisleri
- Schistura kengtungensis
- Schistura kohchangensis
- Schistura menanensis
- Schistura poculi
- Schistura pridii
- Schistura schultzi
- Schistura sexcauda
- Schistura spilota
- Schistura waltoni
- Sectoria atriceps
- Sikukia gudgeri
- Sikukia stejnegeri
- Syncrossus beauforti
- Syncrossus helodes

## T
- Tetraodon abei
- Tetraodon cochinchinensis
- Tetraodon leiurus
- Thynnichthys thynnoides
- Tor douronensis
- Tor tambroides
- Toxotes chatareus
- Toxotes microlepis
- Trichogaster microlepis
- Trichogaster pectoralis
- Trichogaster trichopterus
- Trichopsis pumila
- Trichopsis vittata
- Tuberoschistura baenzigeri

## W
- Wallago attu
- Wallago leerii
- Wallago micropogon

## Y
- Yasuhikotakia eos
- Yasuhikotakia lecontei
- Yasuhikotakia modesta
- Yasuhikotakia morleti
- Yasuhikotakia sidthimunki[1]